# Lepidosaphes multipora
Lepidosaphes multipora är en insektsart som först beskrevs av Leonardi 1903.  Lepidosaphes multipora ingår i släktet Lepidosaphes och familjen pansarsköldlöss. Inga underarter finns listade i Catalogue of Life.